# Mordella luteonotata
Mordella luteonotata là một loài bọ cánh cứng trong họ Mordellidae. Loài này được Píc miêu tả khoa học năm 1916.